# Bartleby, el escribiente
«Bartleby, el escribiente» («Bartleby the Scrivener: A Story of Wall Street») es un cuento del escritor estadounidense Herman Melville. Ha sido considerado una de sus mejores obras.

## Publicación
«Bartleby, el escribiente» fue publicado por primera vez, de forma anónima y en dos partes, en los números de noviembre y diciembre de 1853 de la revista Putnam's Magazine. En 1856, con pequeños cambios, fue incluido en el libro de Melville The Piazza Tales, junto con «The Piazza», «Benito Cereno», «The Lightning Rod Man», «The Encantadas» y «The Bell Tower». Se cree que Melville pudo haberse inspirado en parte en la obra de Ralph Waldo Emerson; algunos críticos han señalado la existencia de paralelismos con el ensayo de Emerson The Trascendentalist. El cuento tuvo escaso éxito inicial tanto entre lectores como críticos, aunque su importancia y reconocimiento no han cesado de aumentar desde entonces.

## Argumento
Narra la historia de Bartleby, el escribiente, contada a través de un abogado de nombre desconocido que tiene su oficina en Wall Street (Nueva York) y que, según sus propias palabras, «en la tranquilidad de un cómodo retiro, trabaja cómodamente con los títulos de propiedad de los hombres ricos, con hipotecas y obligaciones». Tiene tres empleados, apodados Turkey («Pavo»), Nippers («Pinzas») y Ginger Nut («Bizcocho de jengibre»). Turkey y Nippers son copistas, o escribientes; Ginger Nut, de apenas doce años, es el chico de los recados. Como los dos escribientes no son suficientes para hacer el trabajo de la oficina, el narrador pone un anuncio para contratar un nuevo empleado. Bartleby se presenta y es contratado de inmediato. Su figura es descrita como «pálidamente pulcra, lamentablemente respetable, incurablemente solitaria».
El narrador asigna a Bartleby un lugar junto a la ventana. Al principio, Bartleby se muestra como un empleado ejemplar. Sin embargo, cuando el narrador le pide que examine con él un documento, Bartleby contesta: «Preferiría no hacerlo» (I would prefer not to, en el original) y no lleva a cabo la solicitud. A partir de entonces, a cada nuevo requerimiento de su patrón, contesta únicamente esta frase, aunque continúa trabajando en sus tareas habituales con la misma eficiencia. El narrador descubre que Bartleby no abandona nunca la oficina y que parece que se ha quedado a vivir allí. Al día siguiente, le hace algunas preguntas, pero Bartleby responde siempre con la misma frase. Poco después, Bartleby decide no escribir más, por lo que es despedido. Pero se niega a irse de la oficina.
Incapaz de expulsarlo por la fuerza, el narrador decide trasladar sus oficinas. Bartleby permanece en el lugar, y los nuevos inquilinos se quejan al narrador de su presencia. El narrador intenta convencerlo de que se vaya, pero no lo consigue. Bartleby es finalmente detenido por vagabundo y encerrado en la cárcel. Allí, poco después de la última visita que le hace el narrador, se deja morir de hambre. En un breve epílogo, el narrador comenta que el extraño comportamiento de Bartleby puede deberse a su antiguo trabajo en la oficina de cartas muertas (las no reclamadas), en Washington D. C.

## Análisis

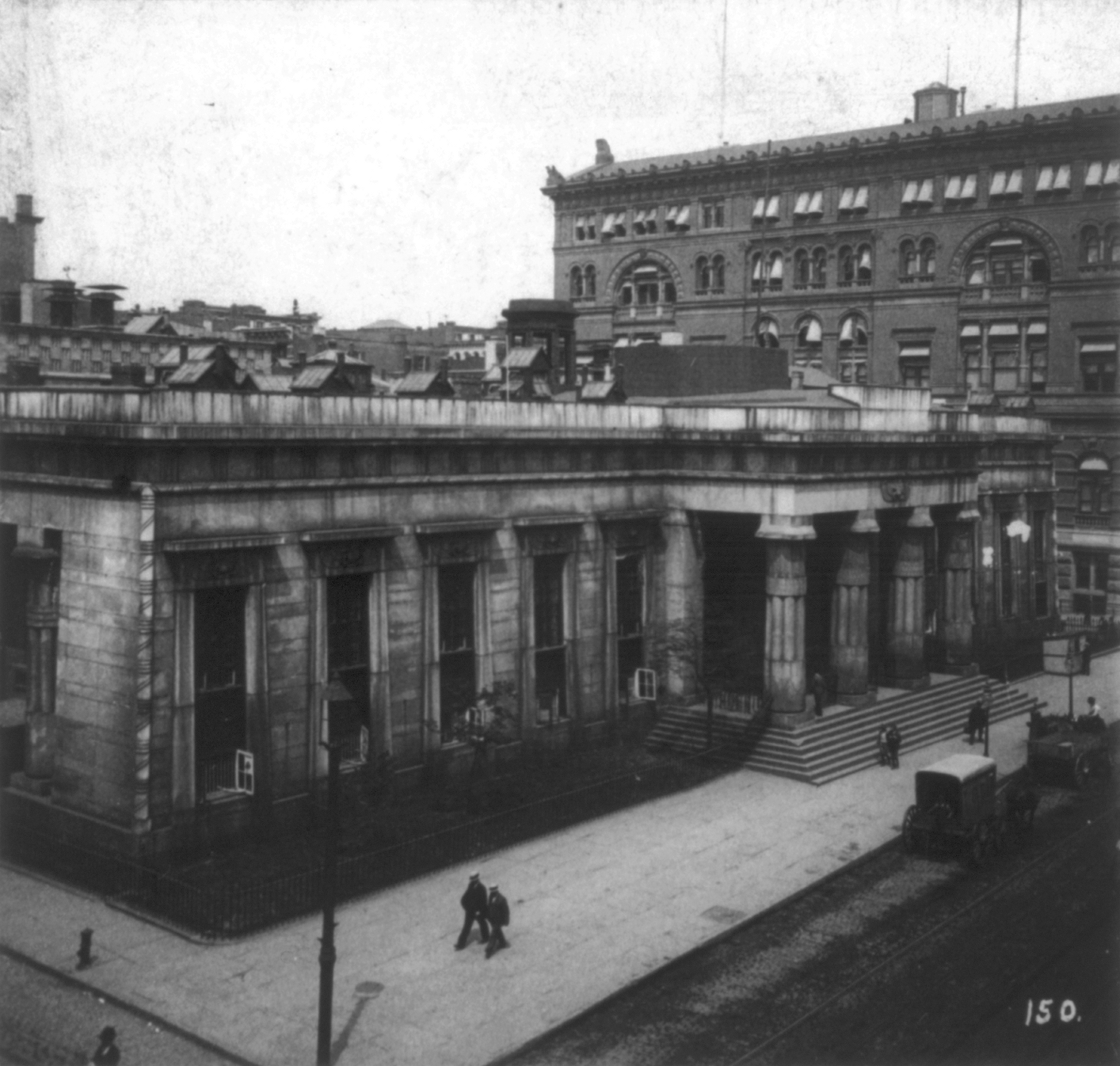
The Tombs, centro penitenciario del Bajo Manhattan, donde se encierra a Bartleby

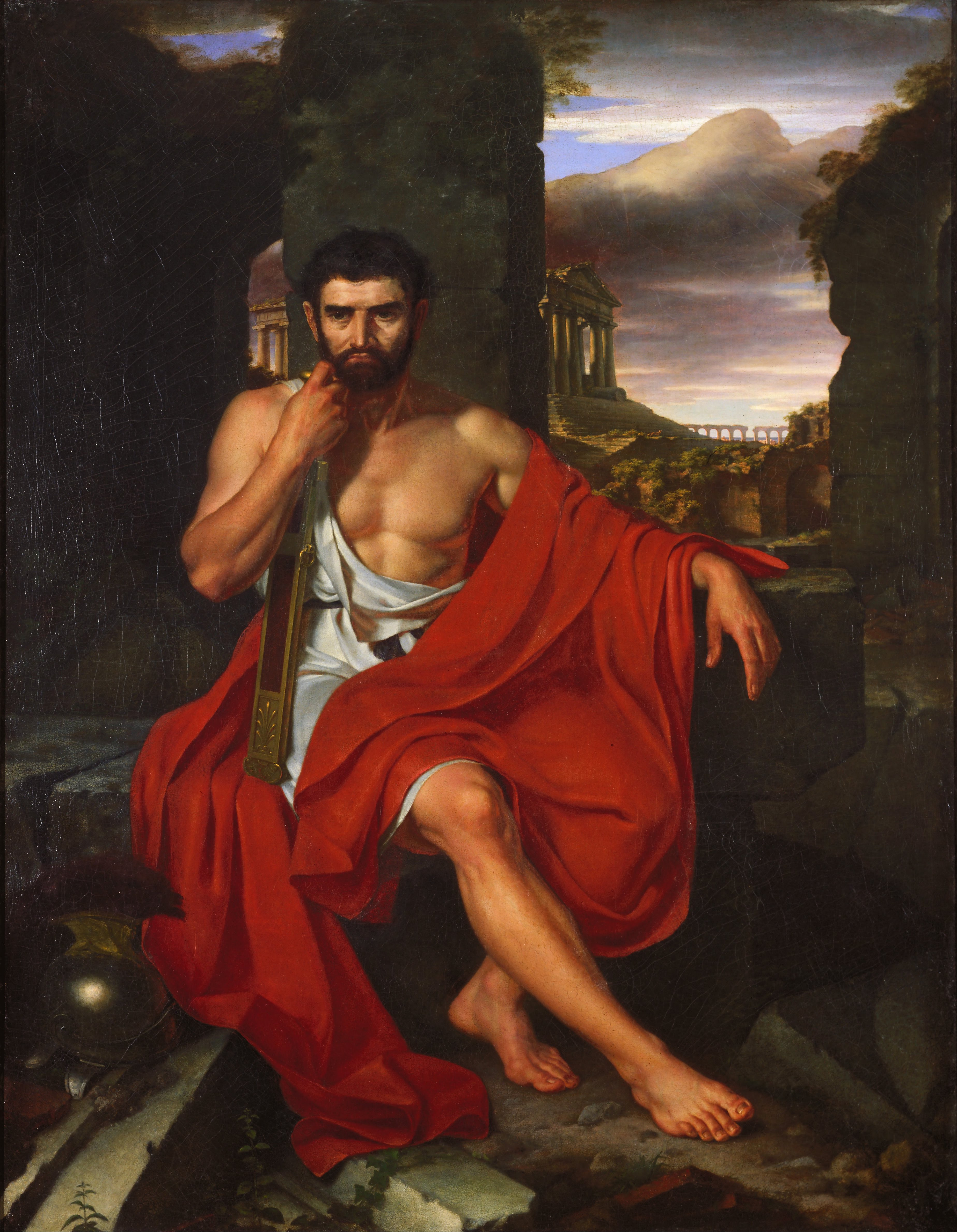
Mario entre las ruinas de Cartago, de John Vanderlyn

«Bartleby, el escribiente» es uno de los relatos breves más conocidos de la literatura estadounidense decimonónica. La única historia que escribió Melville aquel 1853 aparte de Bartleby, «Cock-A-Doodle-Doo!», comparte el mismo final que ésta, la muerte por inanición. El comportamiento de Bartleby representa un enigma, con la existencia de multitud de interpretaciones al respecto. Algunos autores, como Lewis Mumford, proponen la existencia de cierta identificación del propio Melville y su trayectoria vital y profesional en el personaje de Bartleby. El filósofo francés Gilles Deleuze concluyó su ensayo «Bartleby o la fórmula» sobre la obra de Melville con un «Bartleby no es un enfermo, sino el médico de una América enferma». Bartleby ha sido también descrito como «una tuerca del engranaje que prefiere no seguir ejerciendo su función». El crítico literario estadounidense Newton Arvin afirmó:

If poor Bartleby is a lunatic, it is not because other men are somehow merely sane; it is because he has accepted his forlornness as a final fact and forgotten the fact of dependence.
«Si el pobre Bartleby es un lunático, no es porque el resto de los hombres estén de alguna manera sanos, sino porque él ha aceptado su desolación como una circunstancia ineludible y olvidado la necesidad de dependencia».
Newton Arvin (Spector, 1961, p. 177)

Otros autores se inclinan a atribuir el comportamiento de Bartleby a algún tipo de patología, como al trastorno esquizoide de la personalidad, esquizofrenia o autismo, sin embargo otras voces apuntan a que no hay evidencias en el relato de ningún tipo de problema neurológico, sino que «lo que está dañado es su alma». También se ha sugerido la posibilidad de que Melville se hubiera inspirado en determinados conocidos suyos, como George J. Adler o Eli James Murdock Fly, o bien en algunos lunáticos que frecuentaban la Nueva York de los años 30 quienes, en suma, habrían supuestamente modelado la construcción del personaje. Se han propuesto también lecturas en términos de lucha de clases y de un trabajador alienado en el seno de una sociedad capitalista, así como, incluso, aquellas que ven paralelismos entre Bartleby y la figura de Cristo o bien un exponente de la teoría del libre albedrío.
El relato presenta una referencia a un suceso real que tuvo lugar en New York entre 1841 y 1842: el asesinato de Samuel Adams a manos de John C. Colt y la posterior condena a muerte del segundo. También se ha especulado con la inclusión de una referencia al general Cayo Mario, cuando el narrador describe la permanencia de Bartleby en las oficinas durante los fines de semana. Se ha propuesto que la semblanza del Mario entre las ruinas de Cartago de Vanderlyn podría haber inspirado igualmente a Melville. Giorgio Agamben ha señalado que la penúltima frase de la narración —«Con mensajes de vida, esas cartas se apresuran hacia la muerte» (en el original: On errands of life, those letters speed to death)— hace referencia a un versículo del Nuevo Testamento, Romanos 7:10.

## Influencia

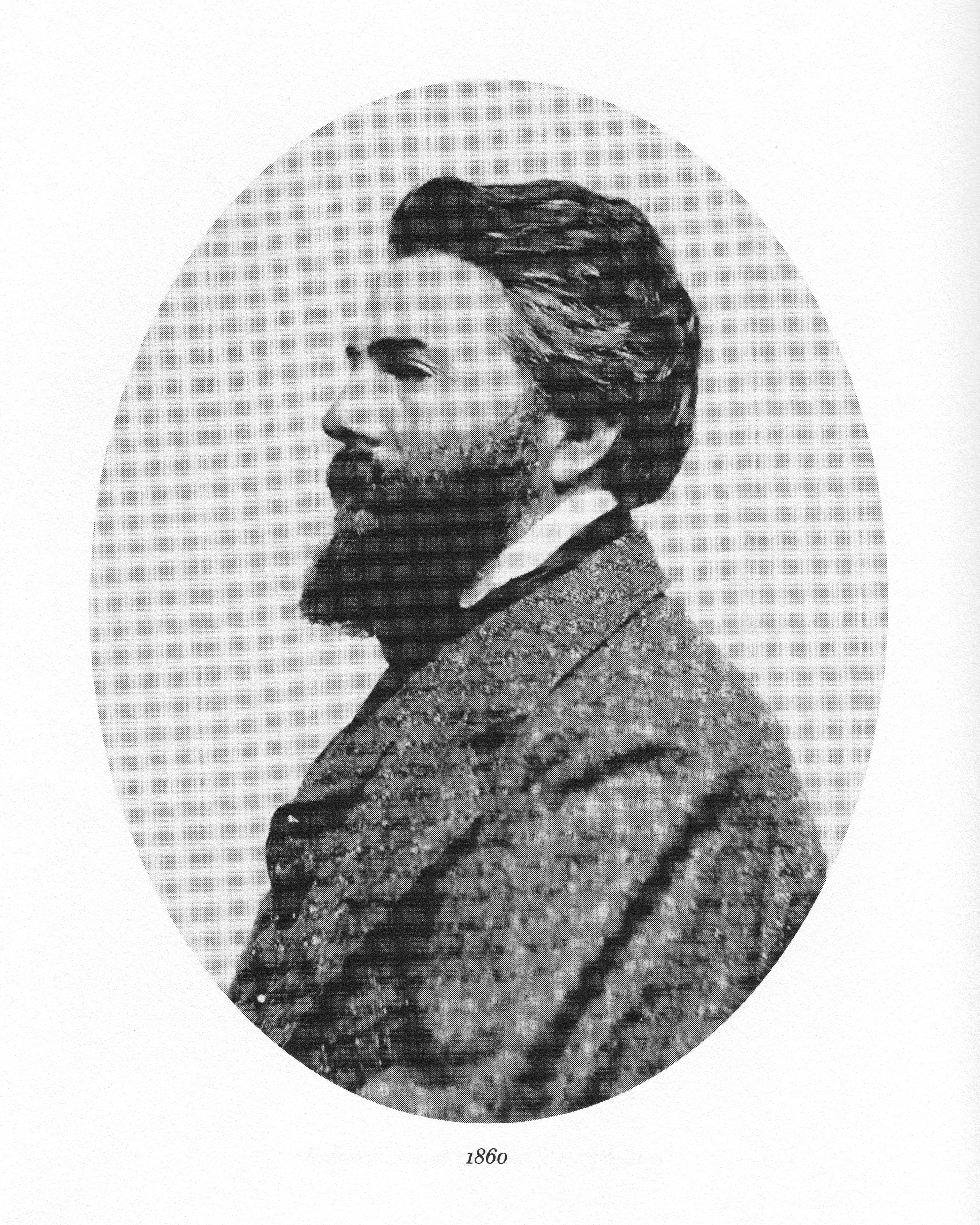
Retrato de Herman Melville hacia 1860

El cuento ha sido considerado precursor del existencialismo y de la literatura del absurdo. Borges y otras voces han apuntado que Bartleby anticipa algunos temas de la obra de Franz Kafka, así como Enrique Vila-Matas señala la existencia de características comunes entre los personajes del escritor praguense y el de Bartleby, aunque no es probable que el autor de La metamorfosis conociera el relato de Melville. También se ha afirmado que pueden encontrarse elementos del personaje de Bartleby en la obra de Samuel Beckett, así como se han establecido paralelismos entre la conducta de Bartleby y la de Yvonne, personaje de la obra epónima Yvonne, princesa de Borgoña (1935), del polaco Witold Gombrowicz. Albert Camus citó a Melville, junto a Kafka, como una de sus influencias, en una carta a Liselotte Dieckmann publicada en The French Review en 1998. En 2000, Vila-Matas publicó Bartleby y compañía, donde llama bartlebys a aquellos escritores que renunciaron, por diversas razones, a seguir escribiendo. El supuesto alcance del relato de Melville ha llegado a extenderse según algún autor incluso a Douglas Coupland y su Generation X: Tales for an Accelerated Culture (1991). La novela Un saco de huesos (1998), de Stephen King, tiene pasajes inspirados en Bartleby, con distintas referencias a este.

## Traducciones
Existe una traducción canónica al español del libro de Melville hecha por Jorge Luis Borges en 1944. De la versión de Borges se ha afirmado que, aun respetando completamente el contenido y significado del Bartleby de Melville, este le añadió mucho de su estilo, a costa de perder parte del barroquismo del original. Después se han publicado traducciones de Eduardo Chamorro (1983), Julia Lavid (1987), Javier Escobar Isaza (1990), María Eugenia Díaz (1996), Vicente F. Herrasti (1997), José Rafael Fernández Arias (1999), José Manuel Benítez Ariza (2000), Pablo Ingberg (2000), María Candelaria Posada (2007), Adela Quéilez (2010) y Roberto Contreras Soto (2022).

## Adaptaciones al cine y la televisión

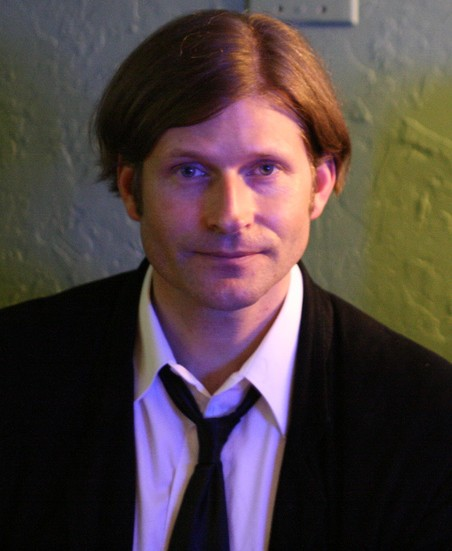
Crispin Glover, actor que interpretó a Bartleby en la película homónima de 2001

- «The Strange Mr. Bartleby» (1953), producción estadounidense que formó parte de la serie de televisión My Favorite Story, fue dirigida por John Guillermin, con John Laurie en el papel de Bartleby. Tiene una duración de 30 minutos.[12] Fue el noveno episodio de la primera temporada de la serie.[36]
- Bartleby l'Ecrivain (1957), producción televisiva francesa.[12][37]
- Bartleby (1963), película de televisión alemana, dirigida por Ludwig Cremer y con Rudolf Wessely como Bartleby.[12][38]
- Bartleby by Melville (1969), producción inglesa que corrió a cargo de la Encyclopædia Britannica Educational Corporation, dirigida por Larry Yust.[39]
- Bartleby (1972), película inglesa dirigida por Anthony Friedman y protagonizada por John McEnery en el papel de Bartleby. La acción está ambientada en la ciudad de Londres.[12][40]
- Bartleby (1976), película francesa dirigida por Maurice Ronet y protagonizada por Maxence Mailfort en el papel de Bartleby.[41]
- Bartleby the Scrivener (1977), producción dirigida por Tom Barnett y con Joel Colodner como Bartleby.[12]
- Bartleby ou les Hommes de au Rebut (1993), mediometraje francés con una duración de 34 min.[12][42]
- Bartleby (2001), película estadounidense dirigida por Jonathan Parker y protagonizada por Crispin Glover en el papel de Bartleby.[1][43][12] Añade matices propios de la comedia negra al texto base original.[12]
- Partanen (2003), película para televisión finlandesa.[33][44]
- Bartleby - Geschichte der Wall Street (2010), película de televisión alemana, con James Thiérrée en el papel de Bartleby.[33][45]

En la película Dogma (1999), de Kevin Smith, aparece un personaje llamado Bartleby, un ángel caído, que ha sido relacionado con el escribiente de Melville. En la serie de televisión Archer, en el episodio «Skorpio», sexto de la primera temporada, el personaje principal hace una referencia a la obra de Melville al ser capturado por unos criminales, citando el «I would prefer not to» y mencionando después que «no es una lectura fácil», refiriéndose al relato.